# Slavonic Channel International
Slavonic Channel International (ukrainisch Міжнародний Слов'янський Канал) war ein ukrainischer Fernsehsender. Er sendete auf Russisch, Ukrainisch und Englisch über die verschiedene Aspekte des slawischen Lebens, die slawische Geschichte, Traditionen, Kultur, Errungenschaften und über den Beitrag der Slawen zur Entwicklung der Weltzivilisation.

## Beschreibung
Der Kanal wurde am 12. September 2008 aus dem Territorium der Ukraine im Satellitenrundfunk auf den Satelliten Sirius-4 und Astra-2 ausgestrahlt. SCI sendete rund um die Uhr.
Die Hauptaufgabe des Projekts ist die Schaffung eines globalen Fernsehnetzwerks, das in der Lage ist, der Welt die slawische Volksgruppe in einem Bildungsformat zu präsentieren, das auf gleichen Quoten und einer respektvollen Haltung gegenüber der Souveränität jedes slawischen Staates basiert.
- SCI war ein Kanal für zwischenstaatliche und diplomatische Kommunikation.
- Das Motto des Senders: „Über die Slawen – zur Welt!“.

Die Gründer des Kanals sind Volodymyr Oleksandrovych Ivanenko und Valeriya Volodymyrivna Ivanenko.
Im Jahr 2012 wurde die Ausstrahlung eingestellt.